# Xantener Evangeliar

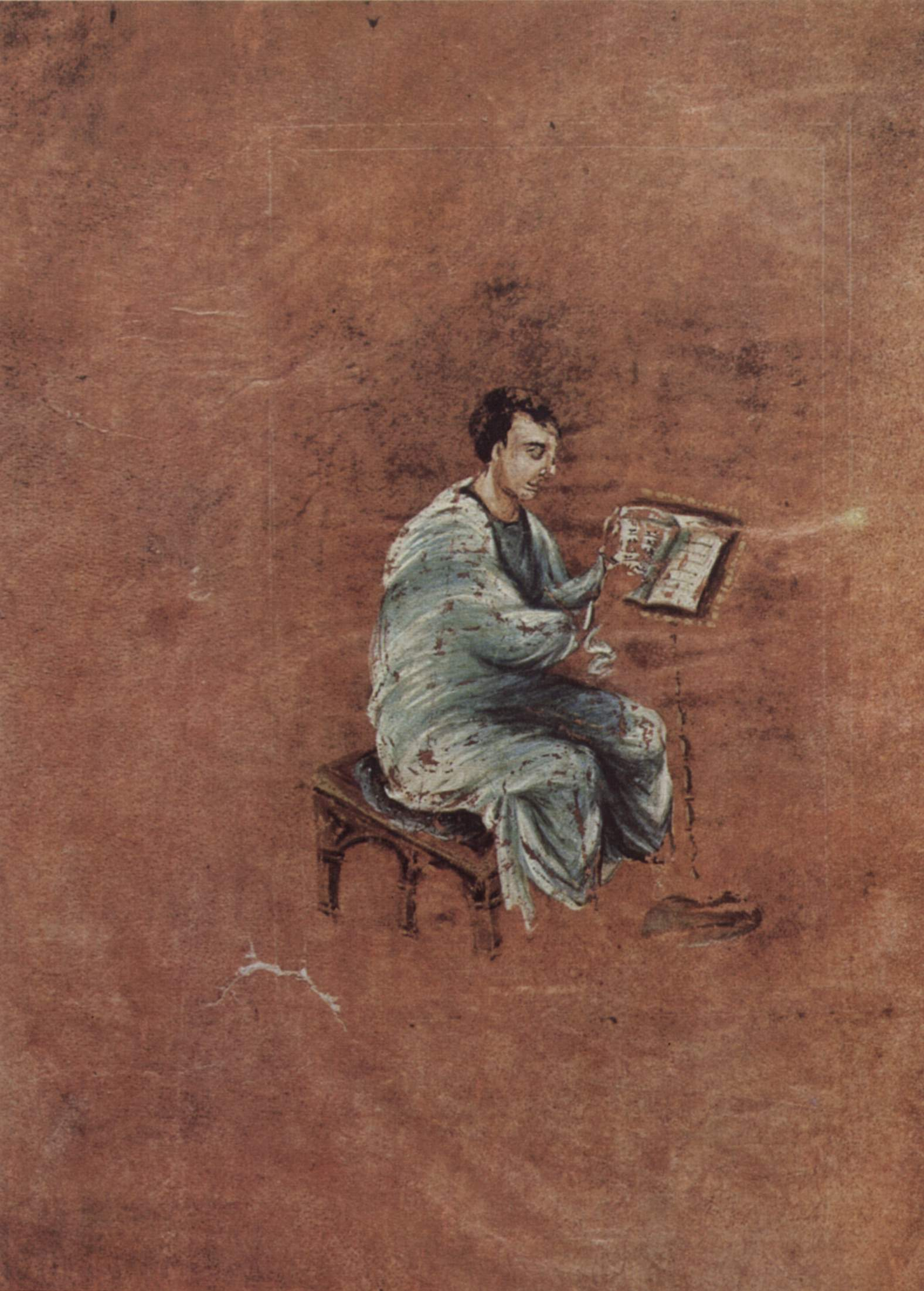
Evangelist Matthäus

Das Xantener Evangeliar ist eine illustrierte karolingische Handschrift aus dem frühen 9. Jahrhundert.
Sie enthält auf 221 Pergamentblättern im Format 22 cm × 26,5 cm die vier Evangelien des Neuen Testaments, dazu zwei erhaltene ganzseitige farbige Miniaturen und 12 illuminierte Kanontafeln. Eine Miniatur zeigt Christus in einer Gloriole umgeben von den vier Evangelisten und ihren Symbolen, die andere den Evangelisten Matthäus.
Die Handschrift entstand im Umfeld des Hofs Karls des Großen eventuell in Aachen durch die sogenannte Gruppe des Wiener Krönungsevangeliars. Die Miniaturen zeigen deutliche byzantinische Einflüsse.
Im 10. oder 11. Jahrhundert wurden Glossen in lateinischer und althochdeutscher Sprache in das Manuskript eingefügt. Die Handschrift befand sich eine Zeit lang in der ehemaligen Stiftskirche St. Viktor in Xanten. Anfang des 19. Jahrhunderts kam sie nach Maastricht, 1842 nach Löwen. Heute befindet sie sich in der Königlichen Bibliothek in Brüssel, Signatur Ms. 18723.